# بطولة تونس للكرة الطائرة للرجال 1959-1960
بطولة تونس للكرة الطائرة للرجال 1959-1960 هو الموسم رقم 5 من بطولة تونس للكرة الطائرة للرجال.

فاز بهذا الموسم التحالف الرياضي.

## روابط خارجية
- الموقع الرسمي للجامعة التونسية للكرة الطائرة.